# Абдулла Аззам
Абдулла́ Юсуф Азза́м (араб. عبد الله يوسف عزام‎; 1941, Силат-эль-Харисия, Британский мандат в Палестине — 24 ноября 1989, Пешавар, Пакистан) — палестинский салафитский джихадист и проповедник салафизма. Известен пропагандой джихада для помощи афганцам в обороне их страны от вторжения советских войск. Считается отцом «глобального джихадизма». Способствовал созданию движения афганских моджахедов, вербуя добровольцев и собирая средства на войну. Учитель и духовный наставник Усамы бен Ладена, пригласивший его приехать в Афганистан помочь джихаду. Впоследствии разошёлся с бен Ладеном по вопросу о дальнейшей стратегии всемирного джихада после вывода советских войск из Афганистана. Убит при помощи взрывного устройства 24 ноября 1989 года.

## Биография

### Ранние годы
Родился в 1941 году в деревне Силат-эль-Харисия) в нескольких километрах северо-западнее Дженина, в районе дистрикта Дженин, Британского мандата в Палестине. После окончания средней школы изучал сельское хозяйство в колледже Хадори близ Тулькарма. По окончании этого высшего учебного заведения с отличием работал учителем в деревне Аддер на юге Иордании. Затем поступил в Университет Дамаска, получив там степень лиценциата в шариатском праве (1966). После Шестидневной войны 1967 года вернулся в Палестину, где вступил в ряды организации «Братья-мусульмане». Участвовал в операциях ООП против Израиля, но вскоре разочаровался в ООП, выдвинув идею пан-исламского движения, которое освободит весь Ближний Восток от власти колониальных держав. Считается, что он участвовал в создании «ХАМАС». Затем отправился в Египет, где продолжил своё образование — в каирском Университете Аль-Азхар, где получил степень магистра шариатского права в 1969 году. Вернувшись в Иорданию в 1970 году, преподавал в Иорданском университете в Аммане, но вскоре был послан для дальнейшей учёбы в Египет. В 1971 году Абдулла Аззам возвращается в Университет Аль-Азхар, где в 1973 году защищает диссертацию по принципам исламской юриспруденции (удостоился степени доктора философии). Во время учёбы в Египте встречает Омара Абдель Рахмана, доктора Аймана аз-Завахири и других последователей влиятельного лидера египетского отделения «Братьев-мусульман» Сейида Кутба, казнённого в 1966 году. Аззам воспринял элементы идеологии Кутба, включая концепцию столкновения цивилизаций (между исламским и неисламским мирами), необходимости революции и свержения правительств исламских стран для образования единого исламского государства.
Получив кандидатскую степень, Аззам возвращается в Иорданский университет в качестве преподавателя. Согласно Стиву Коллу, ещё в начале 1970-х Аззам перебирается в Саудовскую Аравию и до 1979 года он — лектор в университете Короля Абдул-Азиза в Джидде. Известно, что Усама бен Ладен вырос в Джидде и учился как раз в этом университете в 1976—1981 гг. В конце 1979 года после кровавых событий в мечети Масджид аль-Харам в Мекке Абдуллу Аззама изгоняют из университета Джидды, он бежит в Пакистан, где и становится одним из лидеров афганских моджахедов. Однако встречается иная версия биографии: до 1979 года Аззам работал в Аммане, а затем, в соответствии с постановлением иорданского военного суда, был уволен с работы, после чего и отправился в Саудовскую Аравию, где пробыл только до 1980 года, когда добился отправки в Государственный Исламский университет в Исламабаде для преподавания, имея на деле целью поучаствовать в афганском джихаде. Есть источники, которые вообще не упоминают саудовский период его деятельности.

### Джихад
Так или иначе, в 1981 году Абдулла Аззам прибыл из Исламабада в Пешавар для участия в афганском джихаде. В 1984 году вместе с Усамой бен Ладеном основал Мактаб аль-Хидамат («Бюро помощи»). В 1980-х Аззам для сбора средств на борьбу в Афганистане совершает поездки по Ближнему Востоку, Европе и Северной Америке. Посетил 50 городов США. В это время он налаживает диалог между различными группами афганских моджахедов и одновременно разрабатывает теоретические основы всемирного джихада.
Основой этой теории служит предложение создания некоей группы, которая выступит как авангард всемирного джихада и, одновременно, как ядро исламского общества, его надёжная основа (аль-каида). Далее он утверждал, что победа джихада в Афганистане освободит мусульманские земли (включая и такие, как Испания). В список подлежащих освобождению Аззам также включал советские республики Средней Азии, Боснию, Филиппины, Кашмир, Сомали и Эритрею. Он верил, что сразу после победы в Афганистане необходимо развернуть джихад в Палестине. Для этого Аззам планировал проводить подготовку боевиков «ХАМАС» в Афганистане.
Это и привело к его столкновению с другой влиятельной среди афганских арабов исламистской террористической группировкой — «Египетским исламским джихадом», возглавляемым Айманом аз-Завахири. «Египетский исламский джихад» призывал сначала поднять восстания против неугодных правительств самих мусульманских стран, в первую очередь в Египте. Но Аззам считал, что это только поспособствует разделению исламского общества.

### Гибель
24 ноября 1989 года Абдуллу Аззама взорвали по пути в мечеть, где он выступал каждую пятницу. Спрятанное у дороги взрывное устройство было приведено в действие прятавшимися в канализации убийцами при помощи пятидесятиметрового детонационного шнура. Во время взрыва погибли и двое сыновей Абдуллы Аззама. Виновные так и не были найдены.
После смерти Абдуллы Аззама его книги, а также учебные пособия для боевиков распространяла в печатном виде и через Интернет некая фирма Azzam Publications, базировавшаяся в Лондоне и поддерживавшая сайт www.azzam.com (закрытый вскоре после 11 сентября 2001 года; его зеркала работали ещё некоторое время после этого).

## Труды
Абдулла Аззам — автор 5 книг по теории и практике вооружённого джихада.
Труды Аззама, в частности его книга «Защита мусульманских земель: первая обязанность верующего» стала источником вдохновения бостонского террориста Джохара Царнаева.